# 莫洪甘杰乌帕齐拉
莫洪甘傑乌帕齐拉是孟加拉国內德羅戈納縣的一个乌帕齐拉，位於邁門辛专区的內德羅戈納縣。。

## 人口
據1991年孟加拉國人口普查，馬丹共有戶數24011戶，人口129,415人。其中男性佔比51.40%，女性佔比48.60%；成年人口65417人。該地7歲以上人口之平均識字率為27.8%。